# リコール43

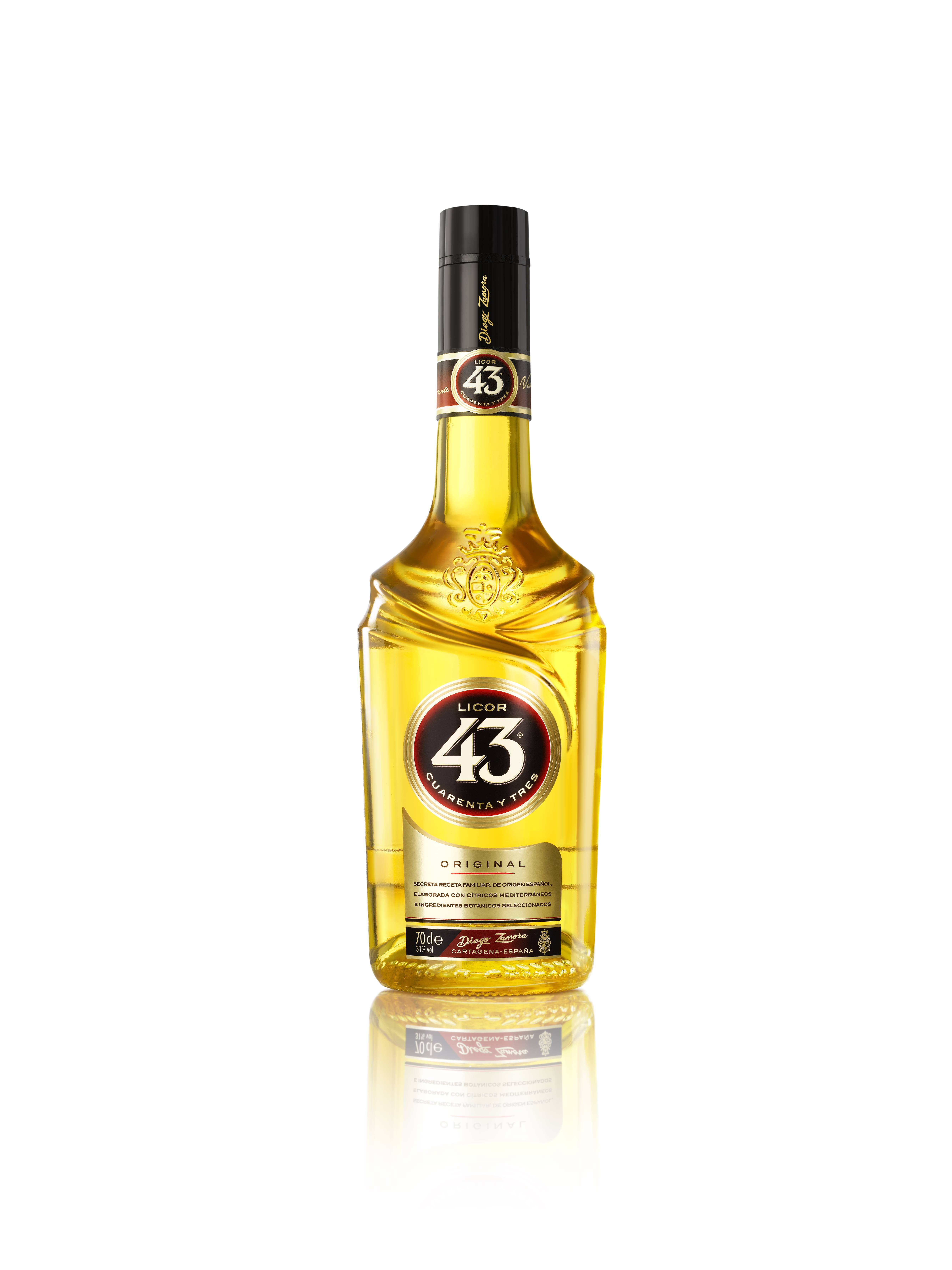
リコール43

リコール43（Licor 43、Cuarenta Y Tres、クアレンタ・イ・トレス）は、地中海沿岸の柑橘類と厳選されたボタニカルからつくられ、バニラ、キャラメル、蜂蜜の風味が層を成すスペインのリキュールである。黄金色で、アルコール度数は31%。ライトボディで甘口。カルタヘナに拠点を置く、100%家族経営のディエゴ・サモラグループのフラッグシップ・ブランドである。

## 歴史
リコール43は当初、「リコール クアレンタ・イ・トレス」として20世紀前半に誕生した。その名は地中海地域で栽培される柑橘類やフルーツ、ハーブなど、厳選された43種類の原材料から作られることに由来する。レシピは60年の歴史の中で進化しながらも、創業者一族のみが知る秘伝の製法となっている。ディエゴ・ザモラ社は、1946年、ディエゴ・サモラ・コネサ、兄アンヘル・サモラ・コネサ、姉ホセフィナ・サモラ・コネサとその夫エミリオ・レストイ・ゴドイによって創業された。
1960年代、リコール43はスペイン市場で大きな成功を収め、ディエゴ・ザモラ社はこのリキュールを国際的に販売し始めた。今日、リコール43は、その黄金色の輝き、バニラとシトラスのフレーバー、そして汎用性の高さで認知され、世界7大陸で販売されている。
同社は創業当時と変わらぬ家族経営を続け、カルタヘナで生産を続けている。時代的な流れを踏まえてボトルシェイプも変更し、現在のボトルデザインは2015年に一新された。この変更によって、ブランドの持つ背景や歴史と体現しつつ、現代的なイメージへの革新に成功した。

## 「リクボル･ミラビリス」の伝説
同社は、2000年以上前のカルタヘナ、「新カルタゴ」と呼ばれたローマ時代の重要な港において、ローマ人が「リクボル・ミラビリス（奇跡の飲み物）」と呼んだ金色の香り高い液体がこのリキュールの起源であるとしている。この製法は20世紀に至るまでの長い間失われていたが、オリジナルレシピに基づいた構成で「リコール43」として再現されたと主張している。これは非現実的であり、いくつかの原材料はローマ時代のヨーロッパには存在しなかったという説もある。しかしスペインのカルタヘナはこのブランドの生まれ故郷であり、今なお世界で唯一リコール43をつくり続ける場所である。

## 味わい
リコール43は香り高く温かみがあり、熟成したラムのようなフルーティーな甘さやスパイシーさに続いてバニラの風味を伴った複雑さが特徴。そのままで、ロックスタイルで、またコーヒーと混ぜたり、カクテルに加えても楽しめる。非常に汎用性に富むのでジュースやソフトドリンクと混ぜても良い。

## 世界市場への展開
リコール43はスペイン国内の成功を皮切りに、現在は世界市場でも販売されている。観光、旅行が盛んになるにつれ、国外にも普及し、1970年代には初めてスウェーデンに輸出された。今日ではオランダ、アメリカ、メキシコ、ドイツ、ブラジルを含む60カ国以上に輸出されている。

## 受賞歴

### 2009
- FIZZZ誌　トップドリンク部門　金賞
- ザ・スピリッツ・ビジネス　トラディショナル部門　マスター賞

### 2010
- ディスコマガジン　ドリンクス・トップセラー（ドイツ）部門　第1位
- ザ・スピリッツ・ビジネス　トラディショナルリキュール部門　マスター賞

### 2011
- FIZZZ誌　トップドリンク部門　金賞
- サンフランシスコ・ワールド・スピリッツ・コンペティション　銀賞[1]

### 2012
- ドリンクインターナショナル　カクテル・チャレンジ　ロバート・ウッド作「ダイキリ・エスパニョール」　金賞[2]
- ドリンクインターナショナル　カクテル・チャレンジ　ロバート・ウッド作「スパニッシュ・ゴールド」「43メモリーズ」　銀賞[2]

### 2013
- ドリンクインターナショナル　カクテル・チャレンジ　ロバート・ウッド作「エル・ソル」　最優秀賞[3]
- ドリンクインターナショナル　カクテル・チャレンジ　ベストアペリティフ部門　ロバート・ウッド作「エスパニョール・メキシカーノ」　トロフィー賞
[3]
- ドリンクインターナショナル　カクテル・チャレンジ　ベスト・ロングドリンク部門　ロバート・ウッド作「エル・ソル」　トロフィー賞[3]
- ドリンクインターナショナル　カクテル・チャレンジ　ロバート・ウッド作「エスパニョール・メキシカーノ」　金賞[3]
- ドリンクインターナショナル　カクテル・チャレンジ　ロバート・ウッド作「エル・ソル」　金賞[3]
- ドリンクインターナショナル　カクテル・チャレンジ　ロバート・ウッド作「シュゼット」　銀賞
[4]
- ザ・スピリッツビジネス　トラベル・リテイラー・マスターズ－リキュール部門　マスター賞[5]
- ザ・スピリッツビジネス　ザ・リキュール・マスターズ　フルーツリキュール部門　金賞[6]
- ザ・スピリッツビジネス　ザ・リキュール・マスターズ　トラディショナル部門　銀賞[6]
- サンフランシスコ・ワールド・スピリッツ・コンペティション　金賞[7]
- 香港インターナショナル・ワイン＆スピリッツコンペティション　アジアズ・チョイス、アジアズ・ボイス部門　銀賞
- インターナショナル・ワイン＆スピリッツコンペティション　クオリティ・アワード　銀賞[8]
- インターナショナル・スピリッツチャレンジ　銅賞
[9]

### 2014
- ドリンクインターナショナル　インターナショナル・スピリッツ・チャレンジ　銀賞[9]

### 2015
- アルティメット・スピリッツ・チャレンジ　85（非常に良い／ストロング・リコメンデーション）[10]
- インターナショナル・ワイン＆スピリッツコンペティション　銅賞[11]